# Linia tramwajowa nr T3 w Île-de-France
Linia tramwajowa T3 – pierwsza nowoczesna linia tramwajowa, znajdująca się w całości na terenie Paryża.
Linia została otwarta 16 grudnia 2006 i jest znana pod nazwą Tramway des Maréchaux ponieważ jej trasa wiedzie wzdłuż Boulevards des Maréchaux, serii bulwarów, które otaczają Paryż na trasie dawnych fortyfikacji Thiers (zbudowanych w latach 1841–1844) nazwanych tak od marszałków Napoleona (Maréchaux). Linia tramwajowa łączy przystanek Boulevard Victor - Pont du Garigliano RER w zachodniej części 15. dzielnicy Paryża z przystankiem Porte d’Ivry w 13. dzielnicy Paryża.
W 2009 rozpoczęły się prace budowlane przy przedłużeniu linii T3 od przystanku Porte d’Ivry do Porte de la Chapelle poprzez Porte de Charenton o długości 14,5 km. Roboty budowlane mają się zakończyć w roku 2012.

## Lista przystanków
1. Pont du Garigliano Hôpital Européen Georges Pompidou RER C RATP PC1
2. Balard   2
3. Desnouettes  2
4. Porte de Versailles Parc des Expositions   2
5. George Brassens
6. Brancion
7. Porte de Vanves
8. Didot
9. Jean Moulin
10. Porte d’Orléans
11. Cité Universitaire RER B
12. Stade Charléty Porte de Gentilly
13. Poterne des Peupliers
14. Porte d’Italie
15. Porte de Choisy
16. Porte d’Ivry

## Galeria

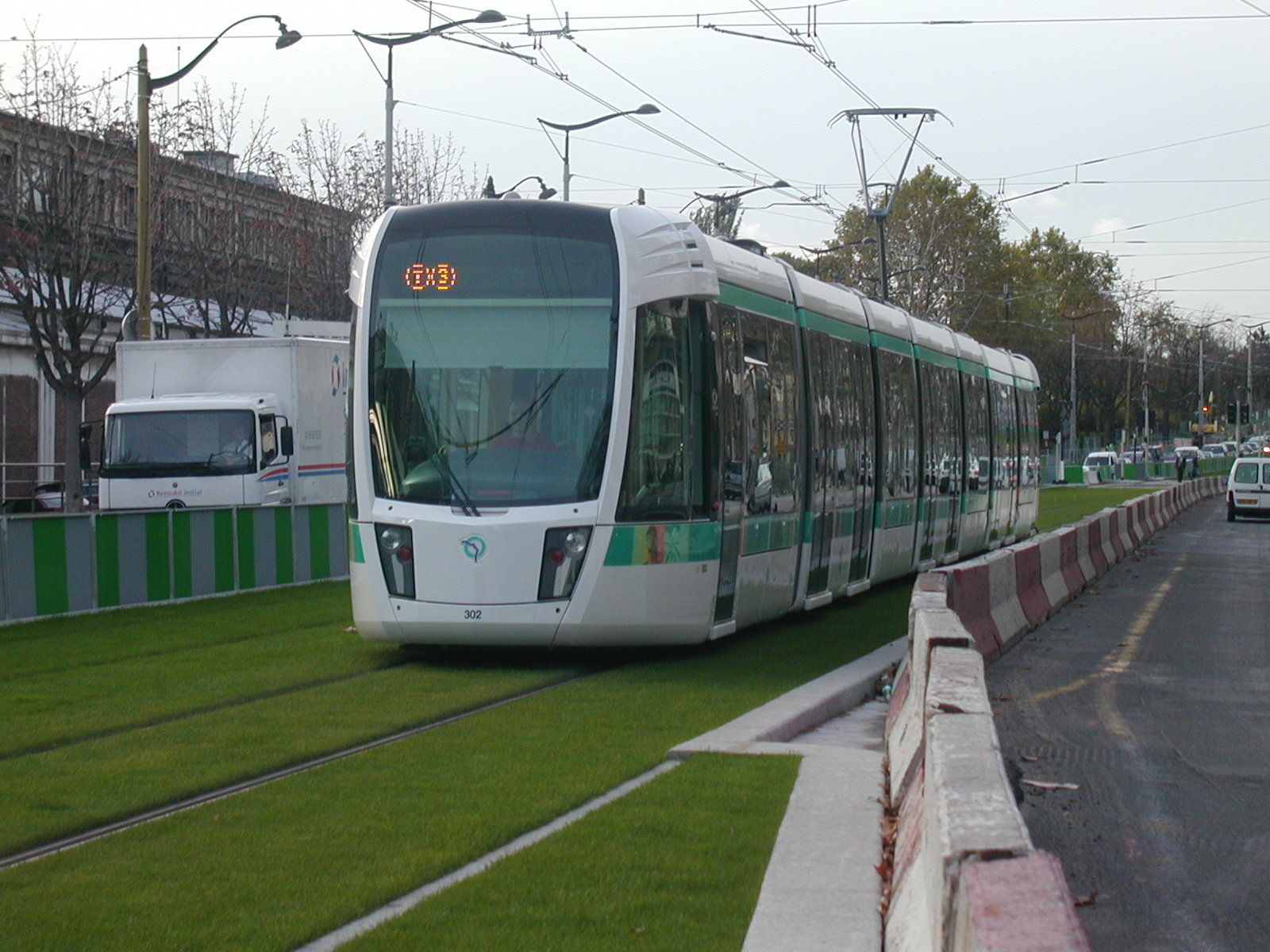
Tramwaj typu Alstom-Citadis na linii T3
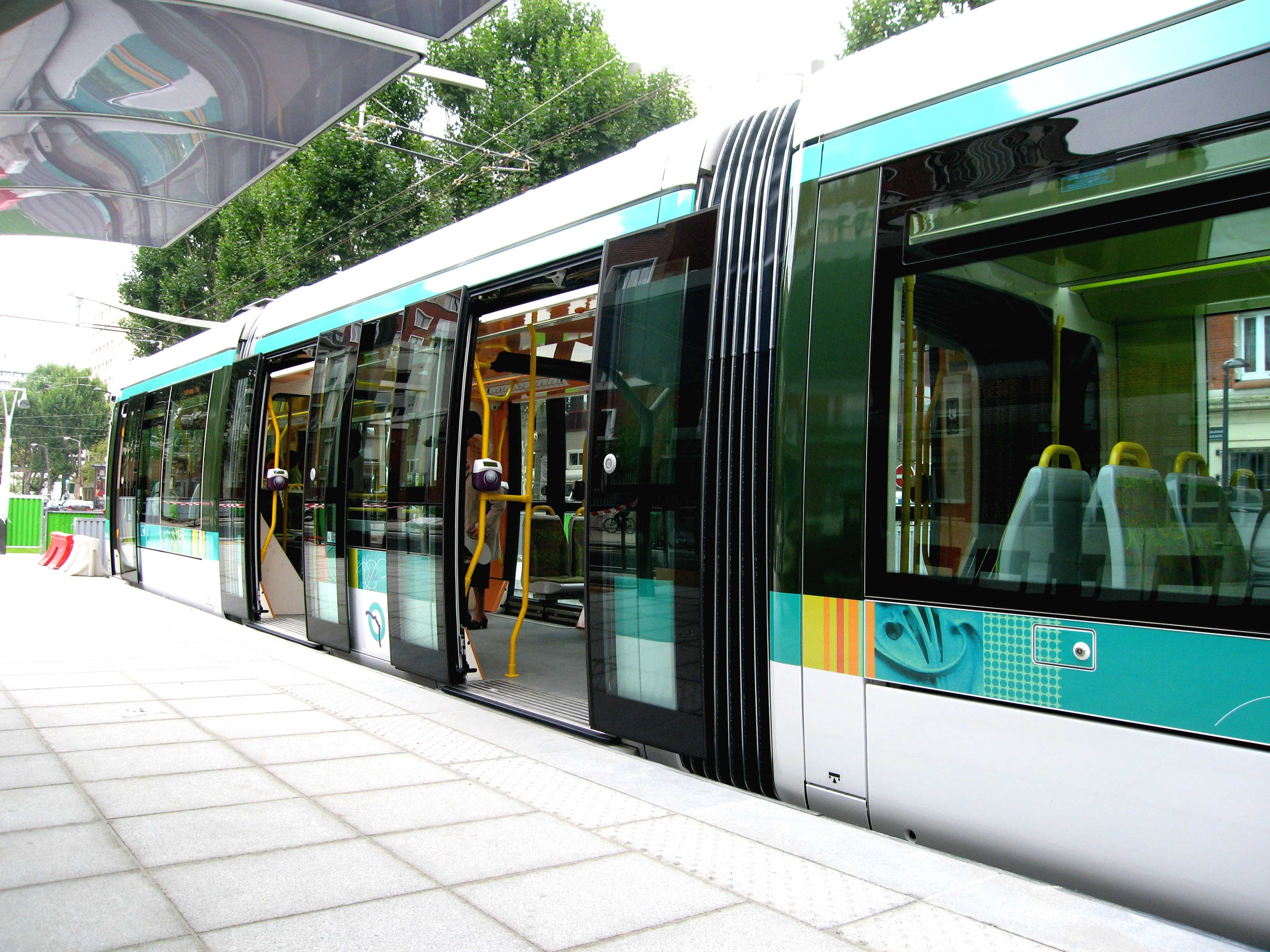
T3 na przystanku
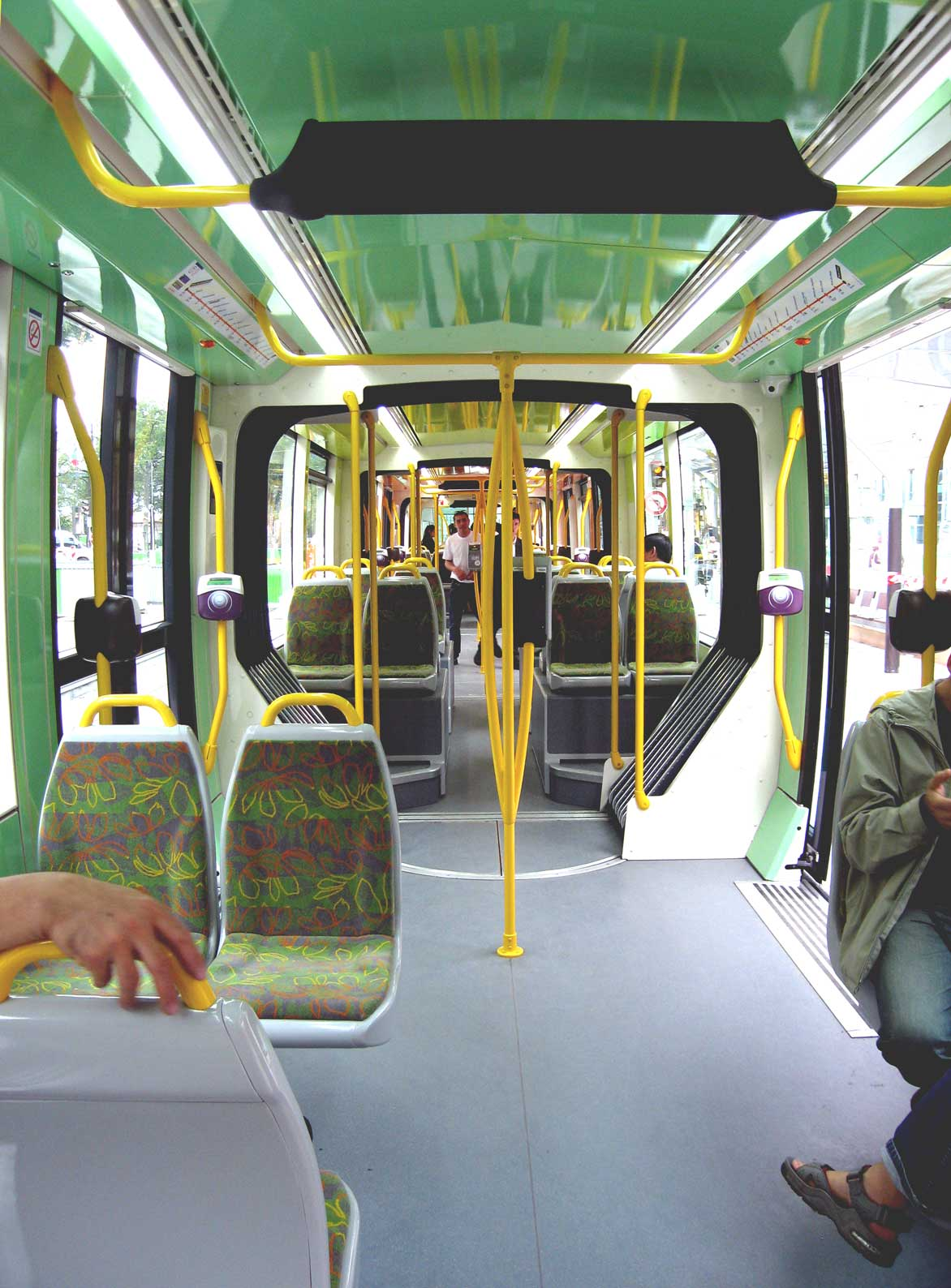
Wnętrze tramwaju typu Citadis 402.